# FA Cup 1875-76
Football Association Challenge Cup 1875-76 var den femte udgave af Football Association Challenge Cup, nu til dags bedre kendt som FA Cup. 32 klubber var tilmeldt turneringen, der blev afviklet som en cupturnering. Fem af klubberne trak sig imidlertid inden den første kamp, så turneringen fik deltagelse af 27 klubber. Den første kamp blev spillet den 23. oktober 1875, og finaleomkampen blev afviklet den 18. marts 1875 på Kennington Oval i London, hvor Wanderers FC vandt 3-0 over Old Etonians FC. Det var Wanderers FC's tredje triumf i FA Cup'en.

## Resultater

### Første runde
Første runde blev spillet i perioden 23. oktober – 20. november 1875 og havde deltagelse af alle 32 hold.
| Dato    | Kamp                                        | Res.  | Tilskuere |
| ------- | ------------------------------------------- | ----- | --------- |
| 23.10.  | Maidenhead FC – Ramblers FC                 | 2–0   | 1.097     |
| 23.10.  | Upton Park FC – Southall FC                 | 1–0   | 1.500     |
| 23.10.  | Wanderers FC – 1st Surrey Rifles FC         | 5–0   | 3.785     |
| 30.10.  | Reigate Priory FC – Barnes FC               | 0–1   | 800       |
| 3.11.   | Swifts FC – Marlow FC                       | 2–0   | 1.000     |
| 6.11.   | 105th Regiment FC – Crystal Palace FC       | 0–0   | 500       |
| 6.11.   | Hertfordshire Rangers FC – Rochester FC     | 4–0   | 700       |
| 6.11.   | Oxford University AFC – Forest School       | 6–0   | 1.136     |
| 6.11.   | Panthers FC – Woodford Wells FC             | 1–0   | 500       |
| 9.11.   | Old Etonians FC – Pilgrims FC               | 4–1   | 1.800     |
| 10.11.  | Royal Engineers AFC – High Wycombe FC       | 15–00 | 2.249     |
| –       | Cambridge University AFC – Civil Service FC | w.o.  |           |
| –       | Clapham Rovers FC – Hitchin FC              | w.o.  |           |
| –       | Leyton FC – Harrow Chequers FC              | w.o.  |           |
| –       | Sheffield FC – Shropshire Wanderers FC      | w.o.  |           |
| –       | South Norwood FC – Clydesdale FC            | w.o.  |           |
| Omkampe |                                             |       |           |
| 20.11.  | Crystal Palace FC – 105th Regiment FC       | 3–0   | 1.578     |

### Anden runde
Anden runde blev spillet den 11. – 18. december 1875 og havde deltagelse af de 16 vinderhold fra første runde.
| Dato   | Kamp                                             | Res.  | Tilskuere |
| ------ | ------------------------------------------------ | ----- | --------- |
| 11.12. | Old Etonians FC – Maidenhead FC                  | 8–0   | 1.800     |
| 11.12. | Reigate Priory FC – Cambridge University AFC     | 0–8   | 800       |
| 11.12. | South Norwood FC – Swifts FC                     | 0–5   | 800       |
| 11.12. | Wanderers FC – Crystal Palace FC                 | 3–0   | 4.000     |
| 18.12. | Clapham Rovers FC – Leyton FC                    | 12–00 | 2.824     |
| 18.12. | Oxford University AFC – Hertfordshire Rangers FC | 8–2   | 1.500     |
| –      | Royal Engineers AFC – Panthers FC                | w.o.  |           |
| –      | Sheffield FC – Upton Park FC                     | w.o.  |           |

### Kvartfinaler
Kvartfinalerne havde deltagelse af de otte hold, der gik videre fra anden runde og blev afviklet i perioden 29. – 31. januar 1875. 
| Dato  | Kamp                                             | Res. | Tilskuere |
| ----- | ------------------------------------------------ | ---- | --------- |
| 29.1. | Royal Engineers AFC – Swifts FC                  | 1–3  | 2.500     |
| 29.1. | Wanderers FC – Sheffield FC                      | 2–0  | 3.841     |
| 29.1. | Old Etonians FC – Clapham Rovers FC              | 1–0  | 1.800     |
| 31.1. | Cambridge University AFC – Oxford University AFC | 0–4  | 1.200     |

### Semifinaler
| Dato  | Kamp                                    | Res. | Tilskuere | Spillested              |
| ----- | --------------------------------------- | ---- | --------- | ----------------------- |
| 19.2. | Oxford University AFC – Old Etonians FC | 0–1  | 1.500     | Kennington Oval, London |
| 26.2. | Wanderers FC – Swifts FC                | 2–1  | 4.000     | Kennington Oval, London |

### Finale
| Dato   | Kamp                           | Res. | Tilskuere | Spillested              |
| ------ | ------------------------------ | ---- | --------- | ----------------------- |
| 11.3.  | Wanderers FC – Old Etonians FC | 1–1  | 3.500     | Kennington Oval, London |
| Omkamp |                                |      |           |                         |
| 18.3.  | Wanderers FC – Old Etonians FC | 3–0  | 1.500     | Kennington Oval, London |